# 카나우바 왁스

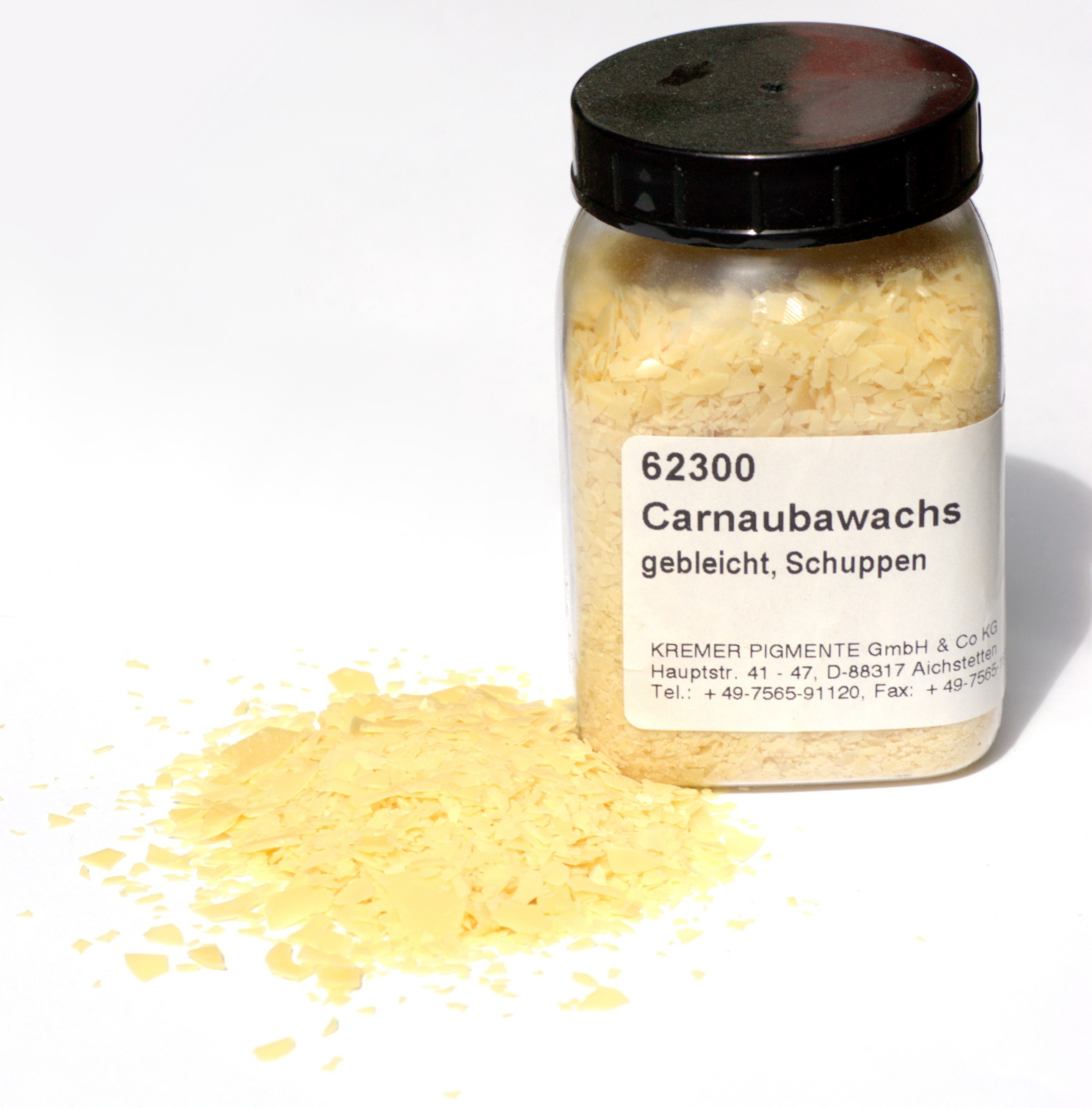

카나우바 왁스(Carnauba wax), 브라질 왁스, 팜 왁스는 브라질 북동부 세아라주, 피아우이주, 페르남부쿠주, 히우그란지두노르치주, 마라냥주, 바이아주에서만 자생하고 자라는 식물인 카나우바팜의 잎의 왁스이다. 왁스계의 여왕이라는 별칭이 있다. 순수 상태에서는 딱딱하고 노란 갈색의 플레이크 형태로 볼 수 있다. 잎을 수집하여 건조시킨 다음 왁스를 부드럽게 하기 위해 타박질한 뒤 왁스를 정제하고 광택화시킨다. 식품 첨가제로서 E 번호는 E903이다.